# Булицку
Булицку (груз. ბულიწყუ) — село в Грузии, на территории Хобского муниципалитета края (мхаре) Самегрело-Верхняя Сванетия.

## География
Село находится в западной части Грузии, на левом берегу реки Мунчиа, на расстоянии приблизительно 1 километра (по прямой) к северо-западу от города Хоби, административного центра муниципалитета. Абсолютная высота — 23 метра над уровнем моря.

## Население
По результатам официальной переписи населения 2014 года, в Булицку проживало 743 человека (368 мужчин и 375 женщин). В национальной структуре населения грузины составляли 99,7 %, русские — 0,15 %, украинцы — 0,15 %.
| Год  | Население, человек |
| ---- | ------------------ |
| 2002 | 1657               |
| 2014 | ↘ 743              |